# Lợn lông xoăn Lincolnshire
Lợn lông xoăn Lincolnshire (tiếng Anh: Lincolnshire Curly Coat hoặc Lincolnshire Curly-coated), còn được gọi là Lợn Baston là một giống lợn nhà đã bị tuyệt chủng có nguồn gốc từ Anh.:359 Giống lợn này có nguồn gốc và được đặt tên theo quận Lincolnshire, ở vùng Trung du phía đông. Giống như nhiều giống lợn truyền thống khác, giống lợn này trở nên hiếm hoi sau Thế chiến thứ hai. Đến năm 1970, nó đã tuyệt chủng.:565

## Lịch sử
Lợn lông xoăn Lincolnshire là một trong những giống lợn phổ biến ở nơi phát xuất, hạt gốc của nó. Giống lợn này theo truyền thống được nuôi chủ yếu ở các vùng duyên hải của Lincolnshire, trong khu vực từ Biển Bắc về thành phố Lincoln và các thị trấn Grantham, Louth và Spalding.:359
Đến những năm 1930, chọn lọc giống đã phát triển khả năng vỗ béo giống lợn và một số cá thể kích thước lớn đã được xuất khẩu sang Nga và các nước khác, bao gồm Hungary. Nguyên nhân chính của sự suy thoái của giống lợn này do công bố báo cáo Howitt năm 1955, tìm thấy nhiều sự bất cập trong các giống lợn, cản trở ngành công nghiệp chăn nuôi lợn ở Anh và thiết lập một chính sách tập trung sản xuất trên ba giống lợn: Lợn Wales, Lợn Landrace Anh và Lợn Trắng Lớn. Trong số 16 giống lợn của Anh, bốn giống: Lợn Cumberland, Lợn Dorset Gold Tip, Lợn lông xoăn Lincolnshire và Lợn trắng xanh Yorkshire đã tuyệt chủng. Lợn lông xoăn Lincolnshire là giống cùng tuyệt chủng, theo một cuộc khảo sát được tiến hành vào năm 1970 bởi Đại học Reading, cho thấy không thể tìm thấy cá thể nào thuộc giống lợn này.:565